# Franz-Josef Overbeck

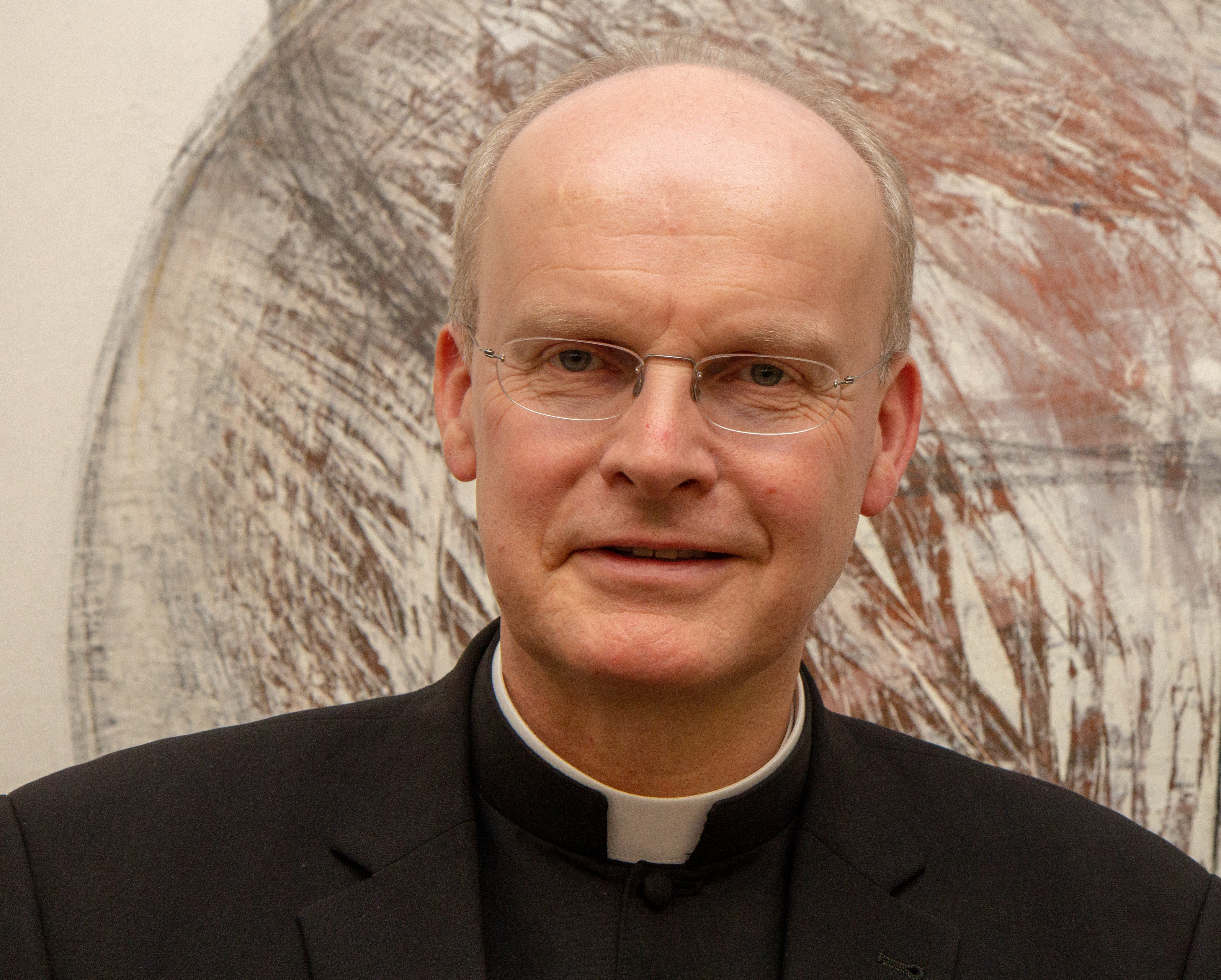
Bischof Franz-Josef Overbeck (2019)

Franz-Josef Overbeck (* 19. Juni 1964 in Marl) ist ein römisch-katholischer Theologe. Er ist seit 2009 Bischof von Essen und seit 2011 Militärbischof der Bundeswehr.

## Leben

### Herkunft, frühes Leben und Privates
Franz-Josef Overbeck stammt aus einer seit 1320 nachgewiesenen Landwirtsfamilie in Marl-Drewer aus der Ehe von Annette geb. Ostgathe (1944–2024) und Hans-Josef (1930–2011) Overbeck. Er hat eine Schwester.

Sein Vater war Besitzer der 1895 gegründeten Alten Brennerei Overbeck in Marl und Träger des Bundesverdienstkreuzes am Bande sowie der Marler Stadtplakette.

Wappen als Bischof von Essen

Franz-Josef Overbeck studierte nach seinem Abitur 1983 am Geschwister-Scholl-Gymnasium in Marl zunächst zwei Semester Philosophie und Katholische Theologie an der Westfälischen Wilhelms-Universität in Münster. 1984 wechselte er nach Rom an das Collegium Germanicum et Hungaricum und beendete 1990 sein Theologie- und Philosophiestudium mit einem Lizentiat an der Päpstlichen Universität Gregoriana. Am 10. Oktober 1989 empfing er in der Kirche Sant’Ignazio di Loyola in Campo Marzio in Rom durch Joseph Kardinal Ratzinger für die Diözese Münster das Sakrament der Priesterweihe.
Von 1990 bis 1994 war Overbeck als Kaplan in Haltern tätig. 1994 wurde er zum Domvikar und zum Rektor des Deutschen Studentenheims in Münster ernannt. Er wurde von Bischof Reinhard Lettmann für weitere akademische Studien freigestellt und wurde 2000 mit der dogmatischen Arbeit Der gottbezogene Mensch. Eine systematische Untersuchung zur Bestimmung des Menschen und zur «Selbstverwirklichung» Gottes in der Anthropologie und Trinitätstheologie Wolfhart Pannenbergs an der Katholisch-Theologischen Fakultät der Westfälischen Wilhelms-Universität Münster zum Dr. theol. promoviert.
2000 wurde Overbeck Leiter des Instituts für Diakonat und pastorale Dienste im Bistum Münster, der Ausbildungs- und Fortbildungsstätte für Ständige Diakone und Pastoralreferenten des Bistums Münster, sowie Bischöflicher Beauftragter für den Ständigen Diakonat. 2002 wurde er zusätzlich kirchlicher Assistent für die Gemeinschaft Christlichen Lebens.
2002/03 konnte er eine Krebserkrankung überwinden.

### Weihbischof in Münster
Am 18. Juli 2007 ernannte ihn Papst Benedikt XVI. zum Titularbischof von Mathara in Numidia und zum Weihbischof in Münster. Die Bischofsweihe spendete Overbeck am 1. September 2007 der Münsteraner Bischof Reinhard Lettmann; Mitkonsekratoren waren der Aachener Bischof Heinrich Mussinghoff und Overbecks Vorgänger als Regionalbischof für die Region Münster/Warendorf, Weihbischof Friedrich Ostermann. Overbecks Wahlspruch ist: Magnificat anima mea Dominum („Meine Seele preist die Größe des Herrn“) und entstammt dem Magnificat (Anfangsworte).
Am 29. März 2008 wählte ihn das Münsteraner Domkapitel zum Diözesanadministrator für die Zeit der Sedisvakanz, nachdem Papst Benedikt XVI. den altersbedingten Rücktritt von Bischof Lettmann mit Wirkung vom 28. März 2008 angenommen hatte. Mit dem Amtsantritt von Bischof Felix Genn am 29. März 2009 erlosch das Amt.
2008 wurde er von Kardinal-Großmeister John Patrick Kardinal Foley zum Großoffizier des Ritterordens vom Heiligen Grab zu Jerusalem ernannt und am 17. Mai 2008 im Kölner Dom durch Reinhard Marx, Großprior der deutschen Statthalterei, investiert.

### Bischof von Essen
Am 28. Oktober 2009 wurde – nach der Wahl durch das Hohe Domkapitel der Essener Kathedralkirche – die Ernennung Overbecks durch Papst Benedikt XVI. zum Bischof der Diözese Essen bekanntgegeben. Er ist damit der vierte Bischof des Ruhrbistums und Nachfolger von Felix Genn, der zum Bischof von Münster ernannt worden war. Seine Amtseinführung fand am vierten Adventsonntag, dem 20. Dezember 2009, im Essener Dom statt.
Der Bischof von Essen wird auch als Ruhrbischof bezeichnet. Von 2009 bis zur Ernennung von Stefan Oster zum Bischof von Passau im Jahr 2014 war er jüngster deutscher Diözesanbischof.
Das Gehalt von Bischof Overbeck wird aus Geldmitteln gezahlt, die dem Bistum als Staatsleistungen im Rahmen des Preußenkonkordats vom Land Nordrhein-Westfalen rechtmäßig zur Verfügung gestellt werden. Das Land Nordrhein-Westfalen erkannte im Vertrag zwischen dem Land Nordrhein-Westfalen und dem Heiligen Stuhl 1984 diese Verpflichtung an.

### Militärbischof
Papst Benedikt XVI. ernannte ihn am 24. Februar 2011 zum Katholischen Militärbischof für die Deutsche Bundeswehr.

### Überdiözesane Ämter

#### Deutsche Bischofskonferenz

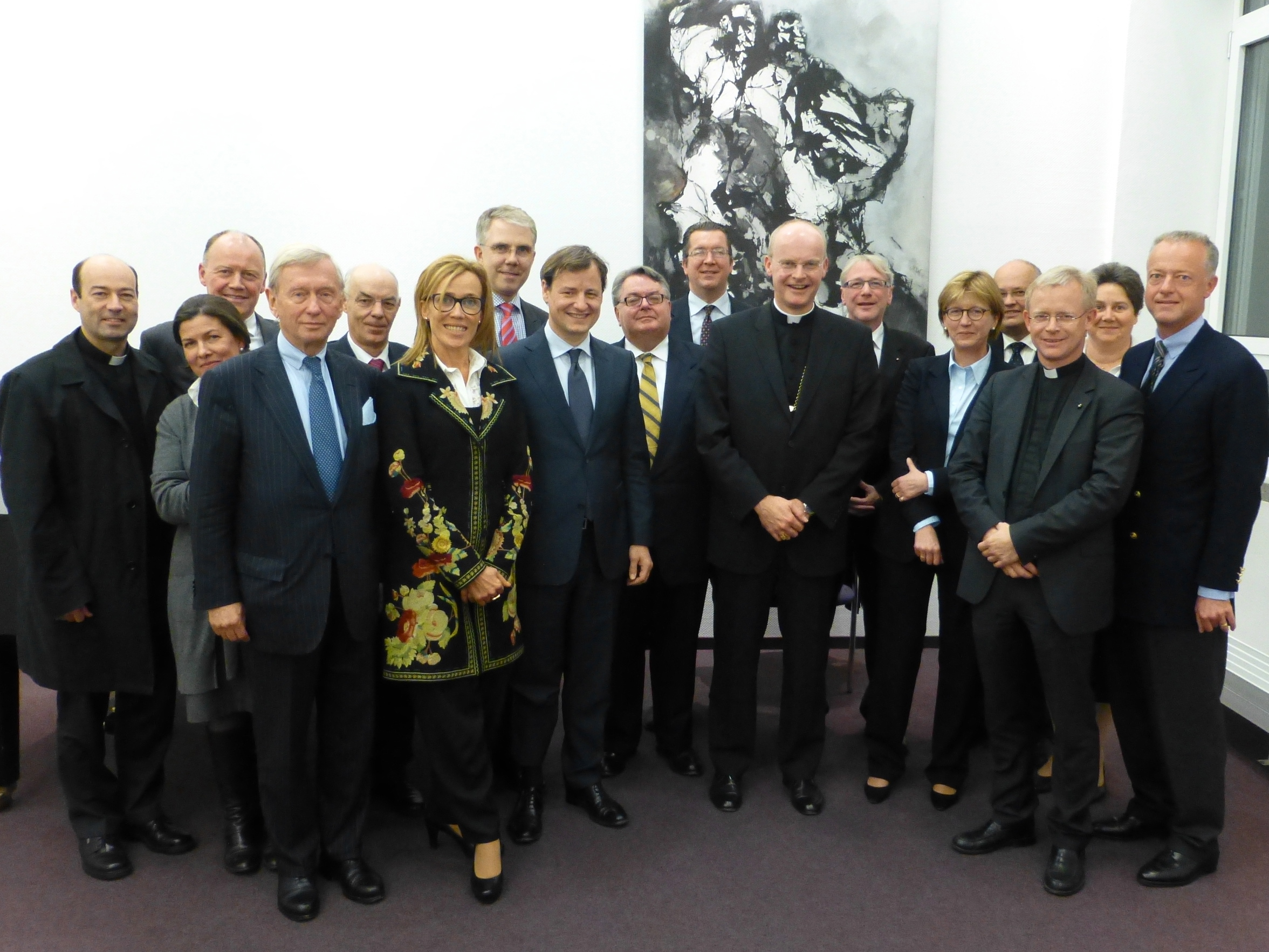
Bischof Franz-Josef Overbeck mit deutschen Mitgliedern der Päpstlichen Stiftung Centesimus Annus Pro Pontifice (CAPP) in Essen (2012)

Als Mitglied der Deutschen Bischofskonferenz gehört Bischof Overbeck folgenden Kommissionen an:
- Glaubenskommission (ab September 2021 als Vorsitzender)
- Kommission für gesellschaftliche und soziale Fragen (bis September 2021 Vorsitzender)
- Kommission Weltkirche (X)
- Unterkommission für Lateinamerika (insbes. ADVENIAT) (Vorsitzender) der Kommission Weltkirche (X)

In seinem Amt als Vorsitzender der Unterkommission für Lateinamerika und damit im besonderen Fokus der Bischöflichen Aktion ADVENIAT wird er auch als Adveniatbischof bezeichnet.

#### Römische Kurie
- Päpstliche Kommission für Lateinamerika (ernannt 2010,[11] bestätigt 2014)
- Päpstlicher Rat für die Kultur (ernannt 2014, ab 2023 Dikasterium für die Kultur und die Bildung[12])

#### Sonstige
2010 wurde Franz-Josef Overbeck durch Erzbischof Robert Zollitsch im Auftrag von Papst Benedikt XVI. zum Kirchlichen Assistenten der Päpstlichen Stiftung Centesimus Annus Pro Pontifice (CAPP) in Deutschland berufen.
2018 wurde er in Nachfolge für Kardinal Reinhard Marx Delegierter der Deutschen Bischofskonferenz in der Kommission der Bischofskonferenzen der Europäischen Union (ComECE) und dort im März 2018 zu einem der vier Vizepräsidenten gewählt. Diese Ämter übte er bis 2023 aus.
Bischof Overbeck nahm bzw. nimmt als Vertreter der deutschen Bischöfe an den Sitzungen der Weltsynode im Oktober 2023 und Oktober 2024 in Rom teil.

## Rolle im Zusammenhang mit sexuellem Missbrauch
Mitte November 2019 wurde bekannt, dass ein 1972 wegen „fortgesetzter Unzucht mit Kindern und Abhängigen“ zu einer Haftstrafe verurteilter Priester als Ruhestandsgeistlicher von 2002 bis 2015 im Bistum Essen tätig war, ohne dass die betroffene Gemeinde Sankt Joseph in Bochum-Wattenscheid davon wusste. Overbeck zufolge lässt sich „mit hinreichender Sicherheit feststellen, dass die Personalverantwortlichen in unserem Bistum bereits frühzeitig – nämlich schon im Februar 2001 – die Vorgeschichte des Geistlichen zumindest in Teilen kannten, also auch von Vorstrafen wussten.“
Overbeck bat bei der betroffenen Gemeinde um Entschuldigung dafür, dass ein zweimal wegen Missbrauchs verurteilter Priester dort seelsorglich tätig werden konnte und dass die Menschen in der betroffenen Gemeinde jahrelang von der Vergangenheit des Priesters in Unkenntnis blieben. In einer Mitteilung des Bistums räumte Overbeck ein, dass er den Missbrauchstäter hätte „abziehen“ müssen und gestand sein diesbezügliches „Versäumnis“ ein. Einen Rücktritt als Bischof lehnte Overbeck ab.
Im Oktober 2023 wurde bekannt, dass Overbeck bereits seit 2010 von substantiierten Vorwürfen gegen den ersten Ruhrbischof Franz Hengsbach betreffs sexuellem Missbrauch wusste, er aber dennoch 2011 der Aufstellung der Hengsbach-Statue nicht widersprach.

## Theologische Positionen (Auswahl)
- 2024 bekräftigte Overbeck seine Zustimmung zur Einführung weiblicher Diakone. Das Thema Frauenordination sei nicht als „Glaubensfrage“ zu sehen.[23]
- 2024 plädierte er in einem Hirtenwort angesichts rückläufiger Kirchenmitgliederzahlen für mehr Gelassenheit und Zurückhaltung in der Glaubensverkündigung. "Wir müssen nicht die ganze Welt missionieren und für eine bestimmte Form kirchlichen Lebens gewinnen"[24]

## Positionen
Unter anderem vertrat oder vertritt er die folgenden Positionen:
- Overbeck legt großen Wert auf ein geistliches Leben, das seiner Meinung nach viel Disziplin benötige. Er betont die zunehmende Bedeutung der Begleitung der Menschen durch Seelsorger.[25]
- In einer im März 2010 veröffentlichten Stellungnahme, die Overbeck unterzeichnete, kritisierten die Bistümer Münster und Essen, die rheinische und die westfälische evangelischen Kirche die Vereinnahmung von Christen durch die extrem rechte Bürgerbewegung pro NRW. Sie machten deutlich, dass sie ein Minarettverbot mit der Religionsfreiheit nicht vereinbar halten.[26]
- Zum Thema Homosexualität äußerte sich Overbeck am 11. April 2010 bei Anne Will wie folgt: „Dann wissen wir auch, und das gehört zur Bußfertigkeit der Kirche, dass es unter diesen Leuten solche Sünder gibt, wie [es] sie woanders auch gibt. Dafür gibt es Buße. [Praunheim: Homosexuell zu sein ist doch keine Sünde.] Das ist eine Sünde, [das] wissen wir ganz klar und eindeutig, dass es das ist. [Praunheim: … natürlich …] Das widerspricht der Natur. Die Natur des Menschen ist angelegt auf das Miteinander von Mann und Frau.“[27][28][29] Bei einem öffentlichen „Domgespräch“ mit der früheren Bundesgesundheitsministerin Andrea Fischer am 9. Juni 2010 im Essener Münster räumte Overbeck ein, er hätte besser von homosexuellem Handeln als Sünde sprechen sollen und nicht von der Veranlagung an sich.[30][31] Am 2. September 2010 sagte Bischof Overbeck bei einem Treffen mit dem Forum Essener Lesben und Schwule (F.E.L.S.), dass es nicht seine Absicht gewesen sei, „homosexuelle Menschen in irgendeiner Weise zu diskriminieren“.[32] An anderer Stelle äußerte er sich in der Süddeutschen Zeitung: „Ich habe gesagt, was die Überzeugung der katholischen Kirche ist: Praktizierte Homosexualität ist objektiv sündhaft, auch wenn homosexuellen Menschen mit Achtung zu begegnen ist. […] Deshalb tut mir meine Position nicht leid, ich erwarte allerdings auch kein Mitleid mit mir, wenn ich kritisiert werde.“
In einem Beitrag für die Herder Korrespondenz plädierte Overbeck im Januar 2019 für eine neue Haltung der katholischen Kirche gegenüber Homosexuellen im Sinne einer „Entpathologisierung“, damit „aufgrund vertiefter Erkenntnisse über die menschliche Sexualität Vorurteile vergangener Zeiten, die bis heute fatal nachwirken, überwunden werden“; jeder Mensch könne „äußerst respekt- und liebevolle zwischenmenschliche Beziehungen eingehen“. Bischof Overbeck betonte, es sei verfehlt, den Zugang zum Priestertum nur auf heterosexuelle Männer zu beschränken, und „geradezu abwegig“ sei es, zu behaupten, das Problem des sexuellen Missbrauchs könne durch den Ausschluss homosexuell veranlagter Männer vom Priesteramt gelöst werden.[33] Im Oktober 2019 entschuldigte er sich für seine Haltung, die er bei Anne Will in der Sendung 2010 vertreten hatte, und äußerte, dass er Homosexualität heute anders bewerte.[34] Nach dem Verbot der Segnung homosexueller Paare durch die römische Glaubenskongregation am 15. März 2021[35] forderte er öffentlich eine „ernsthafte und zutiefst wertschätzende“ Hinwendung der Kirche zu Schwulen und Lesben. Sie dürfe nicht „fundamentalistischen Versuchungen“ erliegen, sondern müsse „– bei aller Wertschätzung von Schriftzeugnis, Lehramt und Tradition – um die Übersetzung der Zeichen der Zeit“ bemüht sein.[36] In einem Radiointerview in WDR 5 bekräftigte er seinen Standpunkt. Auf die Frage „Wenn zum Beispiel ein Pfarrer in Ihrem Bistum ein homosexuelles Paar segnet, dann werden Sie den dafür garantiert nicht maßregeln?“ antwortete er: „Das werde ich nicht tun, nein. Ich werde ihn deswegen nicht suspendieren oder andere Kirchenstrafen auf ihn legen.“[37]
- Im August 2011 sprach Overbeck sich gegen einen schnellen Abzug der Bundeswehr aus Afghanistan aus: „Wir können nicht einfach radikalpazifistisch das Land verlassen. Wir dürfen die Menschen nicht sich selbst und einer nicht vorhandenen Ordnung überlassen.“[38]
- Anfang November 2015 sorgte eine Äußerung Overbecks zur Flüchtlingspolitik, die er in einer Diskussion mit dem SPD-Vorsitzenden Sigmar Gabriel machte, für „heftige Kritik“.[39] Der Bischof lehnte die vor allem von Politikern der CDU und CSU vorgeschlagenen so genannten Transitzonen für Flüchtlinge an den Grenzen Deutschlands ab und sagte, dort müssten sich Flüchtlinge „wie in Konzentrationslagern“ vorkommen.[40] Wenige Tage später sprach Overbeck von einem „unangemessene[n] Vergleich“ und bat um Entschuldigung.[39]
- Im Oktober 2019 merkte er zur Frage der Zulassung von Frauen zu den Weiheämtern an, seiner Erfahrung nach verstünden die allermeisten die Begründung des Ausschlusses von Frauen mit dem Willen Jesu nicht mehr.[41]
- Im Dezember 2019 befürwortete Overbeck Ausnahmen vom Zölibat für Priester in der römisch-katholischen Kirche.[42]
- Im Mai 2020 sprach sich Overbeck im Zusammenhang mit der COVID-19-Pandemie dafür aus, Solidarität zu üben. In Bezug auf ein Schreiben einer Gruppe um Erzbischof Carlo Maria Viganò, in dem davor gewarnt wurde, dass die Corona-Pandemie genutzt werden solle, um eine „Weltregierung“ zu schaffen, „die sich jeder Kontrolle entzieht“, und der Kampf gegen das Virus als „Vorwand zur Unterstützung unklarer Absichten supranationaler Einheiten“ dienen solle, sprach Overbeck von einer „Positionierung jener Populisten und anderer Verschwörungstheoretiker, die alle Anstrengungen zur Eindämmung der Pandemie als Vorwand verstehen wollen, eine hasserfüllte technokratische Tyrannei zu begründen und die christliche Zivilisation auszulöschen.“ Dem müsse von Seiten der Kirche klar widersprochen werden – „ganz gleich, wer solches formuliert!“[43]
- Nachdem der russische Präsident Wladimir Putin am 24. Februar 2022 einen Krieg mit der Ukraine begann, kritisierte Bischof Overbeck dies mit den Worten „Der Angriff auf die Ukraine ist aufs Schärfste zu verurteilen“. Er rief zum Gebet für die Menschen in der Ukraine und zu Frieden auf.[44]
- Als Reaktion auf den Angriff Russlands auf die Ukraine im Februar 2022 kündigte Bundeskanzler Olaf Scholz (SPD) an, 100 Milliarden Euro zur Aufrüstung der Bundeswehr bereitzustellen.[45] Militärbischof Overbeck begrüßte das Vorhaben. „Wir sehen uns sicherheitspolitisch mit einer völlig veränderten Situation konfrontiert, der es in mehrfacher Hinsicht Rechnung zu tragen gilt. Dazu gehört auch, die Soldatinnen und Soldaten der Bundeswehr für ihren verantwortungsvollen Dienst bestmöglich auszustatten“, sagte Overbeck auf Anfrage von katholisch.de[46].
- Im Dezember 2022 erklärte Overbeck, dass auch Eltern von Regenbogenfamilien gute Eltern sein können.[47]
- In einer Pressemitteilung der Deutschen Bischofskonferenz plädiert Overbeck in seiner Bilanz zur Weltsynode für einen „dynamischen Begriff von Tradition“, also dafür, dass eine Veränderung von Traditionen je und je notwendig ist, sofern sie im Kern die „lebendige Weitergabe des Glaubens“ bewahrt.[48]

## Ehrungen und Auszeichnungen
- 2008 – Ernennung zum Großoffizier vom Heiligen Grab durch Kardinal-Großmeister John Patrick Kardinal Foley
- 2011 – Ernennung zum Ehrendomkapitular am Hohen Dom zu Münster[49]
- 2012 – Ehrenmitgliedschaft der KDStV Nordmark Essen im CV[50]
- 2013 – Ehrenmitgliedschaft der AV Alsatia Münster im CV
- 2014 – Ehrenmitgliedschaft der KDStV Elbmark Duisburg im CV

## Schriften (Auswahl)
- Der gottbezogene Mensch. Eine systematische Untersuchung zur Bestimmung des Menschen und zur „Selbstverwirklichung“ Gottes in der Anthropologie und Trinitätstheologie Wolfhart Pannenbergs. In: Münsterische Beiträge zur Theologie. Band 59. Aschendorff, Münster 2000, ISBN 978-3-402-03964-9 (Dissertation).
- mit Franz-Xaver Kaufmann und Karl Lehmann: Freude und Hoffnung – Die Kirche in der Welt von heute und die Aktualität des Konzils. Matthias Grünewald Verlag, Ostfildern 2017, ISBN 978-3-7867-4005-6.
- Konstruktive Konfliktkultur – Friedensethische Standortbestimmung des Katholischen Militärbischofs für die Deutsche Bundeswehr. Herder, Freiburg / Basel / Wien 2019, ISBN 978-3-451-38567-4.